# پل بریده
پل بریده مربوط به دوران‌های تاریخی پس از اسلام است و در شهرستان کهگیلویه، روستای بی بی زلیخائی واقع شده و این اثر در تاریخ ۲۴ فروردین ۱۳۸۲ با شمارهٔ ثبت ۸۳۰۳ به‌عنوان یکی از آثار ملی ایران به ثبت رسیده است.